# Lucas Browne
 (juin 2022).
La mise en forme du texte ne suit pas les recommandations de Wikipédia : il faut le « wikifier ».
Les points d'amélioration suivants sont les cas les plus fréquents. Le détail des points à revoir est peut-être précisé sur la page de discussion.
- Les titres sont pré-formatés par le logiciel. Ils ne sont ni en capitales, ni en gras.
- Le texte ne doit pas être écrit en capitales (les noms de famille non plus), ni en gras, ni en italique, ni en « petit »…
- Le gras n'est utilisé que pour surligner le titre de l'article dans l'introduction, une seule fois.
- L'italique est rarement utilisé : mots en langue étrangère, titres d'œuvres, noms de bateaux, etc.
- Les citations ne sont pas en italique mais en corps de texte normal. Elles sont entourées par des guillemets français : « et ».
- Les listes à puces sont à éviter, des paragraphes rédigés étant largement préférés. Les tableaux sont à réserver à la présentation de données structurées (résultats, etc.).
- Les appels de note de bas de page (petits chiffres en exposant, introduits par l'outil «  Source ») sont à placer entre la fin de phrase et le point final[comme ça].
- Les liens internes (vers d'autres articles de Wikipédia) sont à choisir avec parcimonie. Créez des liens vers des articles approfondissant le sujet. Les termes génériques sans rapport avec le sujet sont à éviter, ainsi que les répétitions de liens vers un même terme.
- Les liens externes sont à placer uniquement dans une section « Liens externes », à la fin de l'article. Ces liens sont à choisir avec parcimonie suivant les règles définies. Si un lien sert de source à l'article, son insertion dans le texte est à faire par les notes de bas de page.
- La présentation des références doit suivre les conventions bibliographiques. Il est recommandé d'utiliser les modèles {{Ouvrage}}, {{Chapitre}}, {{Article}}, {{Lien web}} et/ou {{Bibliographie}}. Le mode d'édition visuel peut mettre en forme automatiquement les références.
- Insérer une infobox (cadre d'informations à droite) n'est pas obligatoire pour parachever la mise en page.

Pour une aide détaillée, merci de consulter Aide:Wikification.
Si vous pensez que ces points ont été résolus, vous pouvez retirer ce bandeau et améliorer la mise en forme d'un autre article.
Pour les articles homonymes, voir Browne.
Lucas Browne (né le 14 avril 1979) est un boxeur professionnel australien et pratiquait anciennement les arts martiaux mixtes et le kick-boxing. Il remporta le titre WBA (Regular) des poids lourds en 2016 lorsqu'il a arrêté Ruslan Chagayev. En boxe, il a remporta les titres des poids lourds australiens et du Commonwealth entre 2012 et 2015.

## Carrière de boxeur professionnel

### Début de carrière
Browne est devenu professionnel le 20 mars 2009 à l'âge de 30 ans. Il a remporté son premier concours par KO au quatrième tour. Le 17 février 2012, Browne est devenu le champion australien des poids lourds en éliminant par KO Colin Wilson en trois rounds.
Le 28 avril 2013, il a battu le futur renommé et champion du monde de la division trois poids James Toney par décision unanime en douze rounds avec des scores de 117-111, 119-109 et 120-108. Trois mois plus tard, il a battu l'ancien champion poids lourd NABF Travis Walker en sept rounds. Walker a battu Browne au premier tour. Bien que Walker ait semblé clairement gagner le round 7, son corner a annulé le combat avant que le round 8 ne puisse commencer.
En novembre 2013, Browne a marqué un TKO au cinquième tour de l'ancien champion des poids lourds de l'Union européenne Richard Towers. Le combat était éliminatoire pour le titre des poids lourds du Commonwealth, qui à l'époque était détenu par David Price.

### Succès régional
Le 26 avril 2014, Browne a combattu Éric Martel-Bahoéli pour le titre vacant des poids lourds du Commonwealth à la Ponds Forge Arena de Sheffield, en Angleterre. Browne a renversé Martel-Bahoéli au deuxième tour mais le combat a continué. Au tour 3, à la suite d'un choc accidentel de têtes, Browne a été coupé à l'œil gauche. Deux inspections ont été effectuées par le médecin du ring, qui a permis au combat de se poursuivre. Martel-Bahoéli a de nouveau été renversé au tour 4 et la fin est survenue au tour 5 lorsque Browne élança un uppercut droit. Browne a également remporté le titre des poids lourds du WBC Eurasian Pacific Boxing Council.

#### Brown contre Rudenko
Browne a défendu le titre WBC-EPBC le 1er août 2014 contre Andriy Rudenko (24-0) au Civic Hall de Wolverhampton, en Angleterre. Browne a battu Rudenko par une décision unanime de 12 rounds pour remporter le titre vacant des poids lourds WBA Inter-Continental. Les juges ont marqué le combat 116-112, 115-113 et 117-112, tous en faveur de Browne.

### Carrière de 2016 à 2017

#### Brown contre Chagaev
Le 14 novembre 2015, la WBA a ordonné à Ruslan Chagayev de conclure un accord pour défendre son titre WBA contre le concurrent australien des poids lourds Browne. Les deux parties avaient jusqu'au 30 novembre pour parvenir à un accord. Le promoteur de Chagaev, Timur Dugazaev, a annoncé que le combat aurait probablement lieu à Grozny en mars 2016. En janvier 2016, le combat a été officiellement annoncé pour avoir lieu le 5 mars. Browne a gagné le combat au dixième round. Browne a décroché près de 20 coups sans réponse, principalement de la main droite, avant que l'arbitre Stanley Christodoulou n'arrête le combat à 2 minutes et 27 secondes. Browne a été renversé au sixième tour et au moment du KO, derrière sur tous les tableaux de bord des juges, 81–88, 82–88 et 82–88. Le combat n'a pas été sans controverse, avec 59 secondes de temps erroné signalées lors des rounds 6 et 7 du combat.

#### Problèmes de drogue
Browne a ensuite été déchu du titre en raison d'un test de dépistage de drogue pour la substance interdite, le clenbutérol. Browne a maintenu à plusieurs reprises son innocence, mais les tests sur le deuxième échantillon pour la drogue se sont avérés positifs.
Le 2 novembre 2016, la WBA a proposé anisé à Browne de combattre le vétéran poids lourd américain Shannon Briggs pour le titre régulier WBA. Le combat a été programmé pour avoir lieu avant la fin de 2016. Browne devait à l'origine combattre Fres Oquendo, qui n'avait pas combattu depuis 2014, mais ce combat n'a pas pu avoir lieu car Oquendo se remettait d'une blessure. La WBA a proposé au vainqueur de ce combat de combattre Oquendo dans une défense obligatoire dans les 120 jours.
Les rapports ont indiqué qu'après avoir été déchu du titre de poids lourd WBA pendant 8 mois en raison d'échantillons A et B positifs pour la substance interdite clenbutérol, Browne a produit un autre test de dépistage de drogue positif, mais cette fois pour la substance interdite ostarine.
Le 18 mai 2017, le manager de Browne, Matt Clark a annoncé qu'il ferait un retour sur le ring le 2 juin 2017 au Club Punchbowl de Sydney. Le 26 mai, son adversaire a été titré comme adversaire de Mathew Greer (16-20, 13 KO). Dans un combat programmé en six rounds, Browne a laissé tomber et a laissé Greer remporté la victoire au round 2. Après la victoire, Browne a visé le championnat poids lourd WBO Joseph Parker.

### Carrière à partir de 2018

#### Brown contre Whyte
Le 17 octobre 2017, il a été rapporté que Browne se rendrait à Moscou, en Russie, pour combattre Sergei Kuzmin, 30 ans, invaincu (11-0, 8 KO) pour le titre WBA Inter-Continental le 27 novembre. Kuzmin, connu pour son parcours amateur où il a battu Joe Joyce, Roberto Cammarelle et Ivan Dychko. Browne s'est retiré du combat et a été remplacé par le boxeur américain Amir Mansour. Le 7 novembre, il a été rapporté que Browne avait signé un accord pour défier le champion invaincu des poids lourds WBO Joseph Parker. Les emplacements discutés étaient la ville natale de Parker, Auckland ou Melbourne en Australie. Le promoteur de Browne, Matt Clark, a déclaré que Browne avait signé le contrat et attendait maintenant que Parker signe l'accord. À l'époque, Browne ne figurait pas dans le top 15 du classement WBO, ce qui signifie qu'il devrait se battre pour un titre régional WBO pour être classé. Le 11 janvier 2018, le combat entre Browne et le champion poids lourd WBC Silver Dillian Whyte a finalement eu lieu, pour avoir lieu à l'O2 Arena de Londres le 24 mars. Afin de remporter le titre WBC Silver de Whyte, Browne s'est engagé à se mettre dans une condition physique immense, rejoignant le défi de perte de poids au F45 Kellyville Ridge, tout en ajoutant la machine à brûler à son programme de force et de conditionnement.
Whyte a frappé Browne avec un crochet gauche dur à la tête au sixième tour pour le renverser et perdre connaissance, remportant le combat. Il n'y a pas eu de décompte et le combat a été immédiatement interrompu avec des médecins du ring qui s'occupaient de Browne avant de lui donner de l'oxygène. Le combat a été officiellement arrêté à 0:37 du round. Le visage de Browne a été coupé et très enflé à cause des tirs nets de Whyte. Browne s'est laissé ouvert la plupart du temps et a essayé de changer de position après quelques rounds. Browne a subi une coupure à l'œil gauche au troisième tour, qui s'est aggravée à chaque tour. Whyte a ensuite ensanglanté le nez de Browne au round 5. Après le combat, Browne a été étiré dans un hôpital voisin par mesure de précaution et Whyte a appelé le champion WBC Deontay Wilder pour un combat en juin 2018. Le promoteur Hearn a déclaré: "J'espère que le WBC rendra Dillian obligatoire maintenant, le combat est là pour Deontay Wilder en juin. Nous devons forcer le tir et après cette performance, il mérite le coup." Hearn a déclaré qu'il pourrait y avoir une possibilité que le WBC ordonne un éliminateur final entre Whyte et Dominic Breazeale,.

#### Retour aux succès
Browne est revenu sur le ring le 28 septembre 2018 au Convention and Exhibition Center de Gold Coast et a assommé Julius Long, 41 ans (18-20, 14 KO) pour la deuxième fois en trois ans. Une main droite au menton assommé Long. Après le combat, Browne a appelé Dave Allen et Adam Kownacki. Il a également été appelé par David Price en octobre.
Browne est revenu deux mois plus tard, le 24 novembre, contre le compagnon Junior Pati au Saint Johns Netball Center à Auckland, en Nouvelle-Zélande. Le combat a marqué le premier combat de Browne dans le pays en tant que professionnel. Browne a contrôlé le combat, assommant finalement Pati au tour 5 avec un crochet gauche suivi d'un uppercut droit. L'arbitre Lance Revill a annulé le combat. Browne a également remporté le titre d'argent vacant du WBC Asian Boxing Council. Après le combat, Browne a publié une courte vidéo sur son compte Instagram créditant son retour en F45 à Kellyville Ridge et l'ajout d'une préparation intense en piscine comme étant les principaux contributeurs à son immense condition physique.

#### Brown contre Sokolowski
Le 2 mars 2019, Browne a combattu Kamil Sokolowski. Browne a remporté le combat de six rounds aux points.

#### Brown contre Allen
Lors de son prochain combat, Browne a affronté David Allen. Les deux premiers rounds n'ont pas fourni trop d'action, mais au troisième round, Allen a attrapé Browne avec un coup de corps vicieux et l'a renversé. Browne n'a pas pu récupérer et Allen a remporté la victoire par KO au troisième tour.

#### Brown contre Gall
Le 21 avril 2021, Browne a affronté Paul Gallen et a perdu par KO technique au premier tour.

## Vie privée
Browne a trois enfants. Avant de devenir boxeur professionnel et artiste martial mixte, il était videur de boîte de nuit à Kings Cross et footballeur professionnel de la ligue de rugby pour les moins de 18 ans de Parramatta Eels dans la SG Ball Cup . Browne a également atteint le top 50 d ' Australian Idol 2004.

## Record de boxe professionnelle
| 34 combats      | 31 victoires | 3 défaites |
| Avant la limite | 27           | 3          |
| Sur décision    | 4            | 0          |

### Titres d'arts martiaux mixtes
Xtreme MMA
- Championnat poids lourd XMMA (une fois) [25]